# Campeonato Paraense de Futebol Feminino de 2023
O Campeonato Paraense Feminino de 2023 foi a vigésima terceira edição deste evento esportivo, principal torneio estadual de futebol feminino organizado pela Federação Paraense de Futebol (FPF).
O torneio compreendeu quatro distintas fases e envolveria inicialmente a participação de um total de 11 clubes, mas foi posteriormente reduzida para dez após a desistência do Cabanos, ocorrendo no período de 10 de outubro a 13 de dezembro. O início do torneio foi marcado por confrontos entre os participantes em partidas de ida, uma fase inicial crucial para determinar os melhores times. Das equipes envolvidas, as oito mais bem-sucedidas avançaram para as quartas de final. Nas fases seguintes, os clubes avançaram com base nos resultados de jogos únicos, reduzindo gradualmente o número de participantes a cada fase, culminando na disputa da final do torneio.
O título da edição foi conquistado pelo Remo, que venceu a decisão contra o Paysandu no Mangueirão. Este triunfo marcou o quarto título na história do clube azulino neste torneio.

## Formato e participantes
A edição em questão era inicialmente para ser disputada por 11 clubes, os quais foram disputadas em quatro fases distintas: na primeira, os participantes se enfrentaram em turno único. Após onze rodadas, os oito primeiros se qualificaram para as quartas de finais. O chaveamento dos confrontos dessa final foi estabelecido conforme o desempenho geral das equipes ao longo do torneio.
Porém, o Cabanos desistiu de disputar no início da competição, após a realização de algumas partidas. No entanto, com a desistência da equipe, todas as suas partidas foram anuladas e aplicadas walkovers (W.O.).
| Equipe           | Cidade                | Títulos               |
| ---------------- | --------------------- | --------------------- |
| Atlético JM9     | Belém                 | —                     |
| Boca Júnior      | Belém                 | —                     |
| Cabanos          | Ananindeua            | —                     |
| Cruzeirão        | Belém                 | —                     |
| Gavião Kyikatejê | Marabá                | —                     |
| Juventude        | Barcarena             | —                     |
| Paysandu         | Belém                 | —                     |
| Remo             | Belém                 | 3 (1983, 2021 e 2022) |
| Tiradentes-PA    | Belém                 | —                     |
| Tuna Luso        | Belém                 | 3 (2011, 2013 e 2014) |
| União Barbarense | Santa Bárbara do Pará | —                     |

## Primeira fase
Os primeiros jogos da fase de grupos tiveram início em 10 de outubro. Em 3 de dezembro, a primeira fase chegou ao seu término, e os seguintes clubes garantiram sua classificação para as quartas de final: Atlético JM9, Boca Júnior, Gavião Kyikatejê, Juventude, Paysandu, Remo, Tiradentes e Tuna Luso.

## Fases finais
No dia 6 de dezembro, as quartas de final foram realizadas, onde Juventude, Paysandu, Remo e Tiradentes venceram convincentemente seus adversários Gavião Kyikatejê, Atlético JM9, Boca Júnior e Tuna Luso, respectivamente. Na fase das semifinais, os confrontos foram mais equilibrados. O Paysandu avançou após eliminar o Tiradentes nos pênaltis, enquanto o Remo venceu o Juventude pelo placar mínimo.
Em 13 de dezembro, Paysandu e Remo se enfrentaram no Mangueirão pela final do torneio. O clássico Re-Pa terminou com a vitória do Remo por 3–0, dando ao clube o seu quarto título na história da competição.
|  | Quartas de final | Quartas de final |               |               | Semifinais | Semifinais |  |  | Final | Final |  |
|  |                  |                  |               |               |            |            |  |  |       |       |  |
|  |                  |                  |               |               |            |            |  |  |       |       |  |
|  | Remo             | 19               |               |               |            |            |  |  |       |       |  |
|  | Remo             | 19               |               |               |            |            |  |  |       |       |  |
|  | Boca Júnior      | 0                |               |               |            |            |  |  |       |       |  |
|  | Boca Júnior      | 0                |               | Remo          | 1          |            |  |  |       |       |  |
|  |                  |                  |               | Remo          | 1          |            |  |  |       |       |  |
|  |                  |                  | Juventude     | 0             |            |            |  |  |       |       |  |
|  | Juventude        | 6                | Juventude     | 0             |            |            |  |  |       |       |  |
|  | Juventude        | 6                |               |               |            |            |  |  |       |       |  |
|  | Gavião Kyikatejê | 0                |               |               |            |            |  |  |       |       |  |
|  | Gavião Kyikatejê | 0                |               | Remo          | 3          |            |  |  |       |       |  |
|  |                  |                  |               |               |            |            |  |  |       |       |  |
|  |                  |                  | Paysandu      | 0             |            |            |  |  |       |       |  |
|  | Paysandu         | 4                | Paysandu      | 0             |            |            |  |  |       |       |  |
|  | Paysandu         | 4                |               |               |            |            |  |  |       |       |  |
|  | Atlético JM9     | 0                |               |               |            |            |  |  |       |       |  |
|  | Atlético JM9     | 0                |               | Paysandu (p.) | 0 (4)      |            |  |  |       |       |  |
|  |                  |                  |               | Paysandu (p.) | 0 (4)      |            |  |  |       |       |  |
|  |                  |                  | Tiradentes-PA | 0 (3)         |            |            |  |  |       |       |  |
|  | Tiradentes-PA    | 4                | Tiradentes-PA | 0 (3)         |            |            |  |  |       |       |  |
|  | Tiradentes-PA    | 4                |               |               |            |            |  |  |       |       |  |
|  | Tuna Luso        | 0                |               |               |            |            |  |  |       |       |  |
|  | Tuna Luso        | 0                |               |               |            |            |  |  |       |       |  |
|  |                  |                  |               |               |            |            |  |  |       |       |  |